# لوي شارل بريغيه
لوي شارل بريغيه (بالفرنسية: Louis Charles Breguet)‏ ـ (2 يناير 1880 ـ 4 مايو 1955) هو مصمم وصانع طائرات فرنسي، وواحد من أوائل رواد الطيران في التاريخ الحديث.
لوي شارل بريغيه هو حفيد الفيزيائي وصانع الساعات الفرنسي لوي فرانسوا كليمان بريغيه من ابنه الوحيد أنطوان، وجده الأعلى (جد جده) هو صانع الساعات أبراهام بريغيه، مؤسس شركة بريغيه للساعات.
حصل بريغيه على الميدالية البرونزية في رياضة الإبحار في دورة الألعاب الأولمبية الصيفية بباريس سنة 1924.

## روابط خارجية
- لوي شارل بريغيه على موقع أوليمبيديا (الإنجليزية)